# Batista (ur. 1961)
Batista, właśc. João Batista Viana dos Santos (ur. 20 lipca 1961 w Uberlândii) – brazylijski piłkarz, występujący podczas kariery na pozycji środkowego obrońcy.

## Kariera klubowa
Karierę piłkarską Batista zaczął w klubie Uberlândia EC w 1979 roku. W lidze brazylijskiej zadebiutował 8 grudnia 1979 w wygranym 3-2 meczu z Athletico Paranaense. Z Uberlândią awansował do I ligi w 1984 roku. W 1985 roku przeszedł do Clube Atlético Mineiro. Z Atlético Mineiro czterokrotnie zdobył mistrzostwo stanu Minas Gerais – Campeonato Mineiro w 1985, 1986, 1988 i 1989 roku. W kolejnych latach występował w Guarani FC i Athletico Paranaense. W Athletico Paranaense 19 maja 1991 w przegranym 1-2 meczu z Bragantino Bragança Paulista Batista rozegrał ostatni mecz w lidze brazylijskiej. W lidze brazylijskiej rozegrał 94 mecze i strzelił 4 bramki. W latach 1991–1997 występował w Portugalii w klubie FC Tirsense. Z Tirsense dwukrotnie awansował i spadał z I ligi. Karierę piłkarską Batista zakończył w Brasil Pelotas w 1998 roku.

## Kariera reprezentacyjna
W reprezentacji Brazylii Batista zadebiutował 28 maja 1987 w wygranym 3-2 towarzyskim meczu z reprezentacją Finlandii. Ostatni raz w reprezentacji wystąpił 15 marca 1989 w wygranym 1-0 towarzyskim meczu z reprezentacją Ekwadoru. W 1988 roku Batista brał udział w Igrzyskach Olimpijskich w Seulu, na którym Brazylia zdobyła srebrny medal. Na turnieju Batista wystąpił w dwóch meczach z Australią i Jugosławią.